# غريغوري زوكرمان
غريغوري زوكرمان (بالإنجليزية: Gregory Zuckerman)‏ هو كاتب غير روائي وصحفي أمريكي، ولد في 1966.